# 397278 Arvidson
397278 Arvidson è un asteroide della fascia principale. Scoperto nel 2006, presenta un'orbita caratterizzata da un semiasse maggiore pari a 2,8050610 UA e da un'eccentricità di 0,0132083, inclinata di 0,29683° rispetto all'eclittica.
L'asteroide è dedicato al planetologo statunitense Raymond E. Arvidson, esperto nell'esplorazione del pianeta Marte. 